# 乞邻·别儿歹

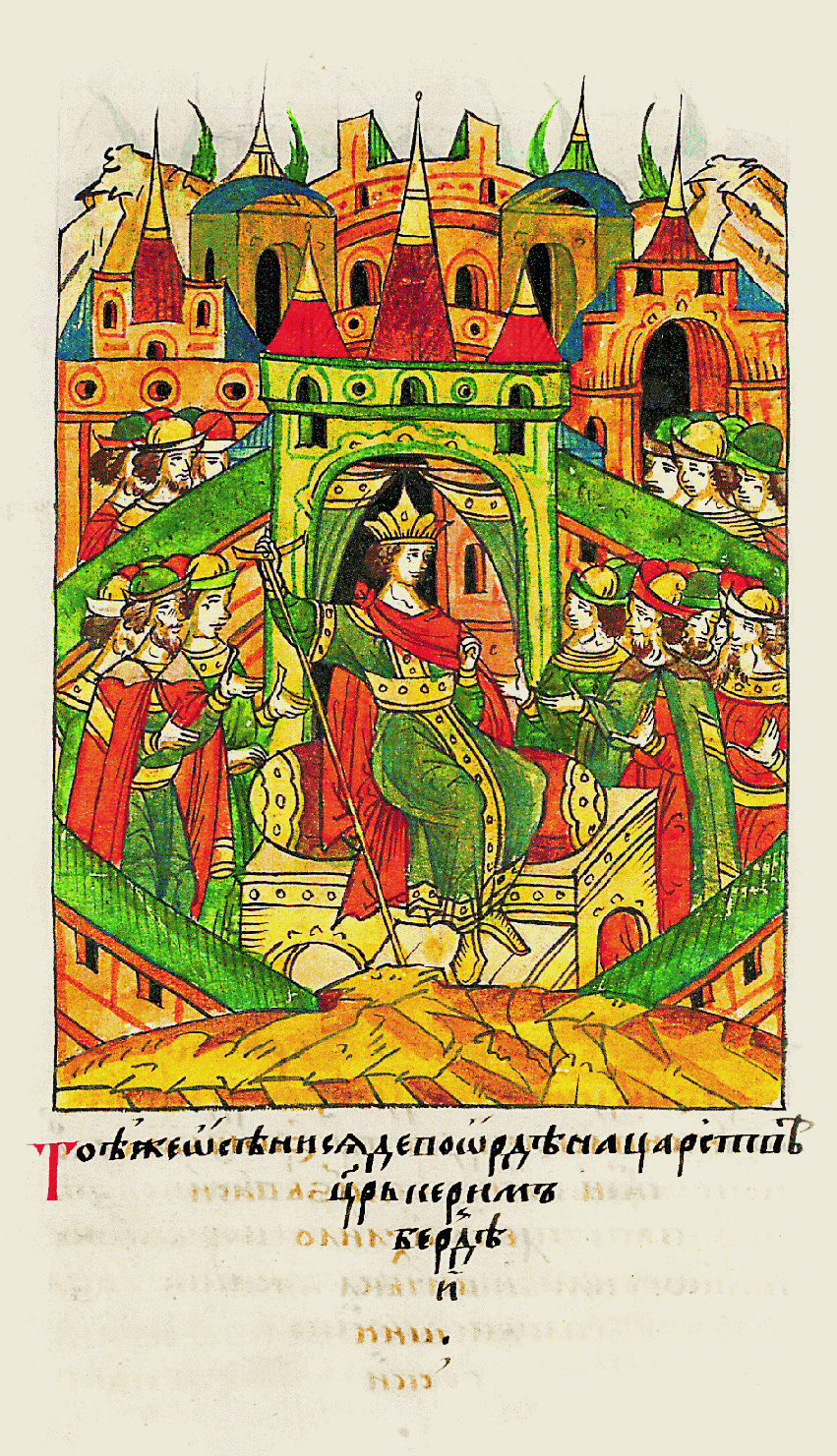
乞邻·别儿歹

乞邻·别儿歹（?—?），又作卡里姆·别尔迪，金帳汗國君主（1413年—1414年在位），是脱脱迷失的儿子。
1405年脱脱迷失被杀，乞邻·别儿歹跟随哥哥札兰丁·汗逃往立陶宛大公國，立陶宛大公维陶塔斯大帝帮助他们兄弟攻打金帐汗国也迪古。札兰丁·汗推翻了金帐汗国可汗帖木儿·忽格鲁特之子帖木儿汗。1413年，乞邻·别儿歹杀了札兰丁·汗，登上了萨莱的汗位。他的兄弟怯别汗、合迪儿·别儿迪、賈巴爾·別兒迪不服，1414年乞邻·别儿歹的统治结束。
| 前任： 札兰丁·汗 | 金帐汗国君主 1413年—1414年 | 繼任： 怯别汗 |